# GIRLS, BE AMBITIOUS! (アルバム)
『GIRLS, BE AMBITIOUS!』（ガールズ・ビー・アンビシャス）は、わーすたのアルバム。2018年10月31日にiDOL Streetから発売された。

## 概要
「CD+『大志を抱け!カルビアンビシャス!』PV収録Blu-ray盤」、「CD盤」、ミュージックカード6形態の3種8形態で発売。本作も「CD+Blu-ray盤」にはスマプラミュージックとスマプラムービーのPINコードが、「CD盤」にはスマプラミュージックのPINコードが封入されている。
2018年9月16日に品川インターシティーホールで開催された『イセ食品 森のたまご presents わーすた Summer LIVE TOUR 2018 〜JUMPING SUMMER〜 』東京公演で本作のリリースが発表された。直後に公式HP上で収録曲が発表されたが、6月の新曲「スーパーありがとう」とみきとP公認カヴァー曲「いーあるふぁんくらぶ」の収録が見送られた。
本作をもってメンバーがまだストリート生だった頃から担当だった音楽ディレクターが降板し、かつてCheeky Paradeを担当していた音楽ディレクターが引き継ぐことが発表された。

### ミュージックビデオ
リードトラックである「大志を抱け!カルビアンビシャス!」のミュージックビデオは9月29日にYouTubeで公開された。クリエイティブディレクターはもふくちゃん、衣装デザインは木村優、振付はLICOが担当した。

## 収録曲
1. 大志を抱け!カルビアンビシャス!
作詞：みきとP・てにをは、作曲・編曲:みきとP
  - 本作のリードトラック。MVは9月29日にYouTubeで、10月31日にApple MusicとdTVで公開された。
  - 2018年9月16日に品川インターシティーホールで開催された『イセ食品 森のたまご presents わーすた Summer LIVE TOUR 2018 〜JUMPING SUMMER〜 』東京公演で初披露。
  - みきとPによると、歌詞は小林旭の「自動車ショー歌」にインスパイアされつつ、てにをはと言葉遊びをしながら制作したとコメントしている。[3]。
  - 各メンバーの「推し肉」が発表され衣装に反映されている。坂元はタン塩、廣川はロース、松田はネギ塩タン、小玉はカルビ、三品は厚切りタンの担当となっている[4]。
2. ヨ・キエロ・ビビール
作詞・作曲・編曲：VÁN CAYETANO TROYANO GÓMEZ, ADEXE GUTIÉRREZ HERNÁNDEZ, NAUZET GUTIÉRREZ HERNÁNDEZ & JOSÉ GUILLERMO LUPIÓN LÓPEZ、日本語詞：KANATA OKAJIMA
  - 2018年8月18日にVARIT.で開催された『イセ食品 森のたまご presents わーすた Summer LIVE TOUR 2018 〜JUMPING SUMMER〜』神戸公演で初披露。
3. デデスパボン!
作詞・作曲・編曲：みきとP
  - 2018年10月8日に渋谷ストリームホールで行われた『わーすたぷらねっと 〜nature〜』で初披露。
  - みきとPはこの曲を「シューティングでボマーな曲」とのみ表現しているが[5]、歌詞も振付も松田がハマっているあのゲームのことを歌っている[6]。
4. やーだー
作詞：SHIROSE from WHITE JAM・GASHIMA from WHITE JAM、作曲：SHIROSE from WHITE JAM・Sota Kawashima(Ganmi)・ザッキモKatoo from 純国産ボイス、編曲：SHIROSE from WHITE JAM・ザッキモKatoo from 純国産ボイス、Produce by SHIROSE from WHITE JAM
  - 坂元・松田・小玉のユニット曲。
  - 2018年7月15日にSound Lab moleで行われた『イセ食品 森のたまご presents わーすた Summer LIVE TOUR 2018 〜JUMPING SUMMER〜』札幌公演で初披露。
  - SHIROSEはこの曲を「朝起きられない人へ 3分33秒間、二度寝によりそってくれて、ラストサビでは１日を迎えるパワーもくれる優しい曲です」と表現している[7]。
5. KIRA KIRA ホログラム
作詞：鈴木まなか、作曲・編曲：網本ナオノブ
  - 2018年9月24日に桜坂セントラルで行われた『イセ食品 森のたまご presents わーすたと沖縄でJUMPING SUMMER』で初披露。
  - 2018年10月7日からはテレビアニメ『キラッとプリ☆チャン』のエンディングテーマとして使用されている。
  - 2018年10月8日未明に事実上の先行シングルとして配信限定リリースされた。ジャケット写真は「GIRLS, BE AMBITIOUS!」のミュージックカードのグループ Ver.の写真と同じ構図であるが、ポーズが異なっている。
6. 大志を抱け!カルビアンビシャス! (Instrumental)
7. ヨ・キエロ・ビビール (Instrumental)
8. デデスパボン! (Instrumental)
9. やーだー (Instrumental)
10. KIRA KIRA ホログラム (Instrumental)

## 音楽配信
どのサービスもCDに収録されている10曲（Instrumentalも含む）が配信されている。世界初のスマホ向けアニソン定額配信サービス「ANiUTa」ではアニソンではない楽曲も含めて収録曲全てが配信された。
太字の配信サービスはハイレゾ音源を配信している。MVは「大志を抱け!カルビアンビシャス!」のMVも配信していることを示す。

## イベント
mu-moショップイベントがエイベックスビルで初開催される。エイベックスビルの建て替え後、mu-moショップイベントが開催されるのはiDOL Streetとしても初となる。またリリースイベントがタワーレコード渋谷店で開催される。HMVが撤退した広島以外では初のタワーレコードでのリリースイベントとなる。なお、本作を引っ提げての全国ツアーはない。
| 日程           | 公演名                | 会場                                 | 備考                       |
| -------------- | --------------------- | ------------------------------------ | -------------------------- |
| 2018年10月30日 | リリースイベント      | タワーレコード渋谷店「CUTUP STUDIO」 | イベント内容は公式HP参照。 |
| 2018年11月4日  | リリースイベント      | 池袋PARCO                            | イベント内容は公式HP参照。 |
| 2018年11月10日 | mu-moショップイベント | エイベックスビル                     | イベント内容は公式HP参照。 |
| 2018年12月15日 | mu-moショップイベント | サンライズビル                       | イベント内容は公式HP参照。 |
| 2018年11月30日 | ネットサイン会        | LINE LIVE                            | 。                         |
| 2018年12月15日 | ネットサイン会        | LINE LIVE                            | 。                         |

さらに、11月12日から12月5日まで焼肉USHIHACHI上野店にて「焼肉コラボ」が開催された。また、11月15日から12月13日まで和牛焼肉ダイニング Bullseye 下北沢でも追加キャンペーンが開催された。12月22日には焼肉チャンピオン NAKAME+で、わーすた×焼肉チャンピオン「キミがチャンピオン！わーすた焼肉忘年会！」が開催される(3部制)。